# Torre de San Sebastián
La Torre de San Sebastián es un monumento protegido como bien cultural de interés nacional del municipio de Palafrugell (Bajo Ampurdán).

## Descripción
El elemento se encuentra situado en la cima de la montaña de San Sebastián. La torre se encuentra el punto denominado "Salto de Romaboira", y actualmente está integrada en el extremo nordeste del conjunto del santuario de San Sebastián. La planta es de semicírculo alargado, seguramente condicionada por la existencia de una primitiva capilla en la parte baja de la torre. El exterior esta rebozado, pero son visibles los ángulos, con sillares de granito bien escuadrados. La fachada de poniente tiene adosada en la mitad inferior la ermita de época barroca. En el tramo que sobresale de la capilla se pueden ver los restos de un gran matacán de granito. En el lado izquierdo de esta fachada se eleva un campanario de pared. Se conservan las almenas que coronaban la torre, de forma rectangular con una aspillera central.

## Historia
La torre de vigilancia de San Sebastián de la Guarda se construyó a partir del 1445. Según el autor F. Monsalvatje, en el permiso que el obispo Bernardo de Paz concedió para edificar la capilla de Sant Elm de San Feliu de Guíxols el año 1452 aparece mencionada "la capella et turris Sancti Sebastiani marrittimi de palafrugello".